# Parafia Męczeństwa św. Jana Chrzciciela w Myszkowie
Parafia Męczeństwa św. Jana Chrzciciela – rzymskokatolicka parafia znajdująca się w Myszkowie. Należy do dekanatu Myszków i archidiecezji częstochowskiej. Została utworzona w 1993 roku. Kościół parafialny w budowie od 2003 roku.